# Carlos Robledo Puch

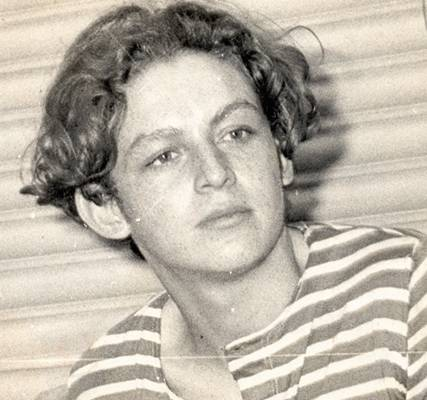
Robledo Puch (1972)

Carlos Eduardo Robledo Puch (* 19. Januar 1952 in Vicente López), auch bekannt als der Engel des Todes und der Schwarze Engel, ist ein argentinischer Serienmörder. Er wurde wegen elf Morden (einschließlich der Tötung von mindestens einem Komplizen), einem versuchten Mord, siebzehn Raubüberfällen, einer Vergewaltigung und einer versuchten Vergewaltigung, einem Fall von sexuellem Missbrauch, zwei Entführungen und zwei Diebstählen verurteilt. Die meisten Straftaten ereigneten sich im nördlichen Teil des Großraums Buenos Aires.

## Kindheit
Carlos Robledo Puch wurde 1952 in Vicente López (im Ballungsgebiet von Buenos Aires) geboren. Seine Mutter war kurz nach dem Zweiten Weltkrieg aus Deutschland nach Argentinien emigriert. In der Schule musste er ein Jahr wiederholen und er fiel auf, indem er seine Mitschüler beklaute. In der Schule lernte er auch seinen späteren Komplizen Jorge Antonio Ibañez kennen.

## Kriminelle Aktivitäten
Im Herbst 1970 brachen Robledo Puch und Ibañez unter anderem in ein Juweliergeschäft und eine Werkstatt ein, wobei sie ein Motorrad stahlen und sich später mit gefälschten Papieren gegenüber der Polizei auswiesen.
Am 15. März 1971 raubten Robledo Puch und sein Komplize Jorge Antonio Ibañez den Nachtclub Enamor aus und erbeuteten 350.000 Pesos. Vor seiner Flucht tötete Robledo Puch mit einer Ruby-Pistole auf Geheiß Ibañez den Besitzer des Clubs und einen Barkeeper, während diese schliefen.
Am 3. Mai 1971 um 4 Uhr morgens brachen Robledo Puch und Ibañez in ein Mercedes-Benz-Ersatzteillager in Vicente López ein. In einem der Räume fanden sie ein Ehepaar mit ihrem neugeborenen Baby. Robledo Puch tötete den Mann und schoss auf die Frau. Ibañez versuchte, die verletzte Frau zu vergewaltigen. Bevor er mit 400.000 Pesos flüchtete, schoss Robledo Puch auf das Kinderbett, in dem das Neugeborene weinte, verfehlte es aber.
Am 24. Mai 1971 töteten die beiden Verbrecher einen Nachtwächter in einem Supermarkt. Am 13. Juni 1971 vergewaltigte Ibañez ein 16-jähriges Mädchen auf dem Rücksitz eines gestohlenen Autos, woraufhin Robledo Puch den Teenager mit fünf Schüssen tötete. Am 24. Juni 1971 fuhren sie an denselben Ort und wiederholten das Verbrechen – Ibañez versuchte, eine 23-jährige Frau zu vergewaltigen, die Robledo Puch anschließend durch sieben Schüsse tötete.
Am 5. August 1971 kam Ibañez bei einem Autounfall ums Leben. Robledo Puch saß am Steuer und flüchtete unversehrt vom Tatort. Es ist ungeklärt, ob Robledo Puch den Unfall absichtlich herbei geführt hatte.
Am 15. November 1971 überfielen Robledo Puch und sein neuer Komplize, der 17-jährige Héctor Somoza, einen Supermarkt in Boulogne Sur Mer. Dabei tötete Robledo Puch einen schlafenden Nachtwächter. Zwischen dem 17. November 1971 und dem 24. November 1971 brachen sie in zwei Autohäuser ein, ermordeten die Wachleute und stahlen über 1.000.000 Pesos.

## Verhaftung
Am 3. Februar 1972 brachen Robledo Puch und Somoza in einen Eisenwarenladen ein. Sie töteten den Wachmann und versuchten, den Tresor mit den Schlüsseln zu öffnen, die sie bei ihm fanden. Dies gelang nicht, und in einem Zustand der Verwirrung, in dem Robledo Puch offenbar durch etwas aufgeschreckt wurde, schoss er auf Somoza und tötete ihn. Um die Identifizierung der Leiche seines Komplizen durch die Ermittler zu erschweren oder zu verhindern, verbrannte er das Gesicht von Somoza mit einem Schneidbrenner. Nachdem er den Tresor mit demselben Schneidbrenner geöffnet hatte, nahm er das darin befindliche Geld an sich und floh vom Tatort. Er wurde am 4. Februar 1972 verhaftet, nachdem die Polizei die Leiche Somozas durch dessen Personalausweis identifiziert und von dessen Mutter erfahren hatte, dass Somoza mit Robledo Puch befreundet gewesen war. Er war gerade 20 Jahre alt geworden.

## Prozess, Haft und Gegenwart

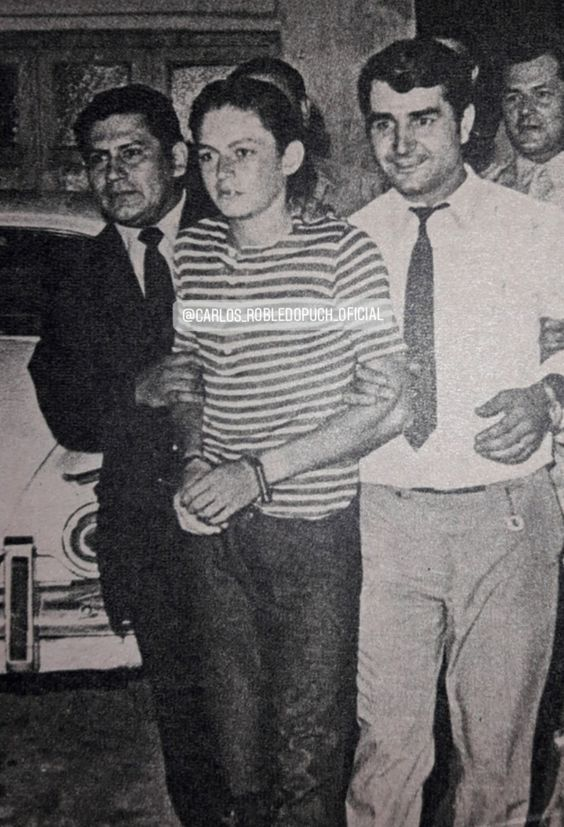
Robledo Puch wird zu einer Rekonstruktion seiner Taten gebracht (1972)

Puch gestand seine Taten und wurde in Untersuchungshaft genommen.
1973 unternahm Robledo Puch gemeinsam mit einem Mitgefangenen einen Fluchtversuch aus der Untersuchungshaft. Während sein Komplize aufgehalten wurde, gelang Robledo Puch die Flucht. 72 Stunden später wurde er wieder gefasst.
Puch wurde 1980 vor Gericht gestellt und nach viermonatiger Verhandlung zu lebenslanger Haft verurteilt.
Er wurde in das Hochsicherheitsgefängnis von Sierra Chica, nahe der Stadt Olavarría, gebracht.
In der bei der Verhandlung vorgelegten Akte des Forsensikers Osvaldo Raffo, der ihn untersuchte, heißt es:
„Robledo Puch stammt aus einem rechtmäßigen und vollständigen Elternhaus, in dem keine ungünstigen hygienischen und moralischen Umstände herrschen.“
„Es gab auch keine wichtigen wirtschaftlichen Zwänge, Schicksalsschläge, Verlassen des Elternhauses, Arbeitslosigkeit, persönliches Unglück, Krankheit, affektive Konflikte, Überbelegung oder Promiskuität.“
In der Zeitung Página/12 bezweifelte der Journalist Juan Pablo Csipka im Jahr 2022 die Unabhängigkeit des mit der Militärregierung kooperierenden Osvaldo Raffo. Robledo Puch stritt später die Beteiligung an einigen der ihm zur Last gelegten Taten ab und äußerte, er sei durch Folter zu einem Geständnis gezwungen worden. Die letzten Worte, die er vor Gericht sprach, waren: „Das war ein römischer Zirkus. Ich wurde vorher gerichtet und verurteilt.“
Im Juli 2000 kam er für eine Bewährung infrage; er stellte jedoch keinen Antrag. Am 27. Mai 2008 reichte Robledo Puch einen Antrag auf Bewährung ein. Der Richter, der seinen Antrag überprüfte, lehnte diesen ab, da er immer noch eine Gefahr für die Gesellschaft darstelle.
Im November 2013 beantragte er eine Überprüfung seines Urteils oder andernfalls seine Hinrichtung durch eine tödliche Injektion. Der Oberste Gerichtshof lehnte sowohl den Antrag auf Überprüfung als auch den Antrag auf Hinrichtung ab, da letztere rechtswidrig gewesen wäre. Am 27. März 2015 lehnte der Oberste Gerichtshof eine Berufung von Robledo Puch gegen die oben genannte gerichtliche Entscheidung ab, wodurch ihm die Bewährung verweigert wurde.
Im Jahr 2018 wurde ein auf Robledo Puch zum Teil basierender Film mit dem Titel Der schwarze Engel unter der Regie von Luis Ortega und mit Lorenzo Ferro in der Hauptrolle veröffentlicht.
2022 hat Robledo Puch über 50 Jahre im Gefängnis verbracht und ist damit der am längsten einsitzende Gefangene Argentiniens. Die maximale Höchststrafe in Argentinien sind 50 Jahre. Er beteuert immer noch seine Unschuld.